# Barbara Crawford Johnson

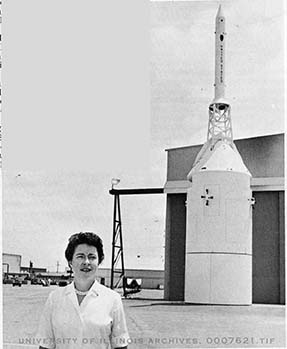
Bárbara passa pelo simulador da nave espacial Apollo a caminho de seu escritório na North American Aviation em 1963. Foto cedida: Arquivos da Universidade de Illinois em Urbana Champaign

Barbara Crawford Johnson (1925 - 2005) foi uma engenheira aeronáutica norte-americana. Ela foi a única mulher da equipa de engenharia da NASA que participou no projecto de chegada à lua. Ela conduziu estudos significativos e importantes sobre dinâmica de voo, projeto de mísseis, túneis de vento, análise de desempenho e aerodinâmica. Em 1968, ela foi indicada para o cargo mais alto já alcançado por uma mulher no seu departamento: gerente do Programa Apollo.